# Blondie (film)
Blondie är en svensk dramafilm från 2012 i regi av Jesper Ganslandt. I rollerna återfinns bland andra Marie Göranzon, Alexandra Dahlström, Helena af Sandeberg, Olle Sarri och Carolina Gynning. Filmen hade världspremiär vid Filmfestivalen i Venedig 2012, där den visades i sidosektionen Giornate degli Autori (ung. "upphovsmännens dagar").

## Rollista
| Carolina Gynning    | – Elin                |
| Helena af Sandeberg | – Katarina            |
| Alexandra Dahlström | – Lova                |
| Marie Göranzon      | – Sigrid              |
| Olle Sarri          | – Janne               |
| Zoltan Bajkai       | – Securitasvakt       |
| John Axel Eriksson  |                       |
| Christian Fiedler   | – Äldre man           |
| Francoise Fournier  | – Sigrids väninna     |
| Maria Hedborg       | – Kvinna på hundträff |
| Tindra Rohbrahn     | – Elsa                |